# Italaque
Italaque es una población de Bolivia, ubicado en el municipio de Moco Moco de la provincia de Camacho en el departamento de La Paz. En el Censo INE 2012 registró una población de 346 habitantes.

## Ubicación
Se encuentra a 204,4 km (4 h 30 min) al noroeste de la ciudad de La Paz, sede de gobierno de Bolivia.
Desde La Paz, la ruta troncal Ruta 2 recorre hacia el noroeste vía El Alto por 30 kilómetros hasta Huarina. Desde allí, la Ruta 16 recorre vía Achacachi y Puerto Carabuco hasta Escoma cerca de la desembocadura del río Suches en el Lago Titicaca. En Escoma se va al norte y después de 33 kilómetros se llega a Italaque.

## Geografía
Italaque se encuentra en el Altiplano boliviano, en el borde occidental de la Cordillera Real. El clima de la región es un clima diurno típico, en el que la fluctuación de la temperatura media a lo largo del día es más pronunciada que a lo largo de las estaciones.
La temperatura promedio anual de la región es de 8 °C, las temperaturas promedio mensuales varían levemente entre 5 °C en julio y 10 °C en diciembre. La precipitación anual es de unos 750 mm, la precipitación mensual oscila entre menos de 10 mm en junio y julio y más de 100 mm de diciembre a marzo.

## Demografía
La población de la localidad ha aumentado en aproximadamente un tercio en las últimas dos décadas:
| Año  | Habitantes | Fuente |
| ---- | ---------- | ------ |
| 1992 | 269        | Censo  |
| 2001 | 248        | Censo  |
| 2012 | 346        | Censo  |

## Atractivos
Es considerada la capital de los Sikuris de Italaque, un género musical y danza autóctona de Bolivia.
La iglesia de Italaque data de 1596, cuenta con obras del pintor Leonardo Flores de estilo barroco mestizo.
La plaza principal de Italaque fue construida en la época colonial y tiene en su estructura simbología andina

## Personajes ilustres
En Italaque nacieronː
- Carlos Salazar Mostajo, pintor, escritor y profesor

- Boris Bernal Mansilla, escritor e investigador de la cultura de Italaque